# 이호성 (1967년)
이호성(李昊星, 1967년 7월 17일 ~ 2008년 3월 10일)은 대한민국의 전 야구 선수, 대량 살인범이다. 본관은 전주이다.
학생 야구 선수로서 국가 대표로 출전하기도 하였고, KBO 리그 KIA 타이거즈 소속으로 뛰었던 선수로 주로 외야수로 활약하였다. 광주제일고등학교 야구부원이 된 이후 연세대학교를 거쳐 24살 때인 1990년, 해태 타이거즈 소속 야구 선수로 데뷔하였다. 대학 재학 중에는 야구부 주전이었고, 국가대표 야구 선수로 출전하기도 했다. 1990년부터 2001년까지 해태와 해태를 인수한 KIA에서 활동하였으며, 2001년 4월부터는 플레잉코치를 맡은 적도 있었다.
프로 야구 한국시리즈에서 4번이나 우승하는 데 일조하여 우승 주역으로 떠올랐다. 현역 선수로 활동 시에는 해태의 전성기를 이끌었던 주역 중 한 명이라는 평가를 듣기도 했다. 그러나 예식장 사업과 경마장 사업의 실패와 사기로 인한 빚에 시달리면서 2008년 2월, 내연녀 김연숙과 그녀의 딸 정모 양 3자매를 둔기로 살해한 뒤 전라남도 화순군 동면의 모 교회 공동묘지 야산에 암매장했다가, 용의자로 수사를 받던 중 서울 한강 변에서 투신자살로 익사하였다.

## 출신학교
- 광주서석초등학교
- 광주충장중학교
- 광주제일고등학교
- 연세대학교 신학과 86학번

## 생애

### 유년기
전라남도 순천 출신으로, 어려서 광주로 이주하여 성장하였으며, 광주서석초등학교를 졸업하고 광주충장중학교와 광주제일고등학교를 졸업하고, 연세대학교 신학과(86학번)로 진학하였다.
광주서석초 야구부원이 되었으며 초등학교 4학년 때 우연히 그의 체력을 알게 된 체육 교사의 권유로 야구선수가 되었다. 광주일고 시절부터 '호타준족'의 강타자로 이름을 날렸다. 연세대학교 재학 중에는 대학 야구팀의 주전 선수로 활동하였으며, 대학 야구부 타격상을 2번 수상하였다. 또한 연세대 재학 중 국가대표로 뽑혀 각종 국제무대에서 활약했다. 1990년 1월 19일 졸업하기 직전, 해태에 입단하였다.

### 선수 시절
1990년 해태에서 데뷔했으며, 선수 시절에는 등번호 27번을 달고 뛰었다. 이듬해인 1991년 골든글러브 외야수 부문 수상을 한 적이 있다. 2001년 팀이 기아로 넘어간 뒤에도 이적하지 않고 2002년까지 KIA에서 활동하였다.
90·91년 골든글러브를 연속 수상했고 대학 때인 89년 일본, 대만과 공동 우승한 제15회 아시아선수권대회에 출전한 것을 비롯해 91년 제1회 한일 슈퍼게임, 93년 한일 프로친선대회, 97년 한일 프로골든시리즈 등에서 대표선수로도 뛰었다. 1990년 해태에 입단한 그는 데뷔 첫 해부터 주전을 꿰차고 2년 연속 외야수 부문 골든글러브 수상자가 됐고 1993년 한국시리즈에서는 해태가 삼성을 꺾고 우승하는 데 결정적인 역할을 했다. 90년대 후반부터는 명문 해태의 4번타자를 맡는 등 중심타자로 활약했던 이호성은 더그아웃에서 손으로 못을 박았다는 일화가 있을 정도로 힘이 장사였다.
당시 소속팀이 한국시리즈에서 네 번이나 우승하는 데 일조하여 우승 주역으로 떠올랐으며, 해태 4번 타자의 한 축을 이끌기도 했다. 2001년 시즌을 끝으로 현역에서 은퇴했다. 2001년 프로야구선수협의회 회장을 지냈고, 2002년 은퇴식 이후 광주광역시에서 웨딩사업과 경마권 장외 발매소 사업을 추진하였지만 사업에 실패하였다.

### 야구코치 생활
해태 구단이 2001년 KIA로 바뀌어 그를 해태의 마지막 4번 타자로 부를 정도였다. 프로야구선수협의회의 주력 선수들이 퇴출을 당하자 이 씨는 협의회 재건에 발 벗고 나서 2001년 1월 송진우에 이어 제3기 선수협회 회장으로 선출됐다.
2001년 4월 20일부터 2002년까지는 KIA의 플레잉 코치로 활동했다. 한편 그는 현역 시절부터 광주제일고등학교 야구부가 전국대회 본선에 진출할 때마다 2~3백만 원의 지원금을 선뜻 내놓기도 했다. 또 2002년과 2003년에는 광주에서 주관하는 광주체육인상 후보자로 추천되기도 했다.
2002년 은퇴한 후 예식사업에 뛰어들었지만 실패를 겪었다. 또, 광주에서 웨딩업체를 운영했으며 한때 사업을 크게 확장했으나 사기를 당해 막대한 빚에 시달렸다.

### 사업 실패와 사기
문전성시를 이루던 예식장이 경영난에 빠지면서 인생의 위기가 시작됐다. 그는 2003년 투자자를 모아 40억 원을 마련한 뒤 화상경마장을 차리려고 전남 순천시 덕암동에 오피스텔을 지었다. 그해 10월 한국마사회로부터 경마장 허가를 따냈지만 시민단체의 반발로 농림부 허가가 늦어졌다. 이듬해 7월 100억 원대의 부도를 맞았다. 2003년 12월 그는 부동산 투자 사기사건에 연루되면서 2개월 동안 구속됐다. 공인중개사 박모(47) 씨 등이 그를 끌어들여 "충남 연기군 등 신행정수도 건설지역에 투자하면, 시세 차익을 챙겨 주겠다."며 투자자로부터 37억 원을 받아 챙긴 사건이었다. 그는 당시 경찰에서 기자들과 만나 "운동선수만 하다 사회 물정을 너무 몰라 벌어진 일이다. 사회 경험이 없어 아무나 쉽게 믿었던 것이 큰 화근이었다."고 고개를 숙였다.
그를 오랫동안 지켜본 지인은 "너무 성급하게 욕심을 부린 것이 탈이었다. 나중에는 투자를 받으려고 조직폭력배와도 관계를 맺은 것으로 알고 있다."고 말했다. 감옥에서 나온 뒤 그는 광주를 떠났다. 야구계 선후배와는 연락도 대부분 끊었다. 이후 그는 서울에 주로 머물렀다.

### 은퇴 이후
2003년 웨딩 사업을 접고 가족들을 보증인으로 해 10억원을 빌려 순천에서 스크린 경마 사업에 뛰어들었다. 당시 부지 건물에 설정된 은행담보 35억원을 안고 들어갔었는데 자본금이 턱없이 부족하여 결국 시작부터 담보를 안고 시작할 수밖에 없었다. 하지만 스크린 경마장은 시민단체의 반발로 계속해서 건축이 늦어졌고 이후 그는 빚 독촉에 시달리게 된다. 어느 정도 지난 뒤 그는 다른 사람 명의의 상가에서 건물주 행세를 하며 투자금을 끌어모으다가 이후 경찰에게 적발되어 2005년 사기 혐의로 구속되어 두 달 뒤 보석으로 풀려났다. 그는 사기 혐의 등으로 총 7건이 기소 중지된 상태였고 이후 자신의 부인과도 별거 상태에서 지냈다. 한편 이혼 후 우연히 만난 4년 연상의 김연숙과 내연관계로 발전했다.
2008년 2월 18일, 이호성은 내연녀였던 김씨(당시 46세)와 그녀의 딸 2명을 목졸라 살해한 뒤, 그날 밤 김씨의 휴대전화로 큰 딸을 유인해 둔기로 살해하였다. 그 뒤 시신을 전라남도 화순군에 있는 공동묘지에 암매장했다. 화순군 동면 청궁리의 모 교회 공동묘지는 이호성의 아버지의 묘소가 있던 공동묘지였는데, 이호성은 이들 김연숙과 그녀의 세 딸을 공동묘지 입구 좌측에 암매장했다. 이는 그 공동묘지에 성묘하러 온 목격자들의 증언, 길 옆의 이상한 부분을 수상히 여긴 어느 성묘객 등의 신고와 제보로 밝혀졌다.

### 최후
서울특별시 마포구 창전동의 공동 주택에서 김연숙과 그녀의 세 딸들을 살해한 후 시신은 자가용 트렁크에 실어 화순 동면 청궁리의 교회 공동묘지로 운반하였다.
이호성의 또다른 내연녀였던 차모 씨의 증언 역시 그가 용의자임을 밝히는데 기여하였다. 그는 사기 혐의 등으로 총 7건이 기소 중지된 상태였고 2008년 3월 10일 마포 일가족 살인 사건의 용의자 혐의로 경찰에 의해 공개 수배령이 내려졌다. 그날 오후 3시 한남대교와 반포대교 사이의 인근 한강변에서 신원미상의 한 사람이 익사체로 발견되었는데, 지문 감식을 통해 이호성으로 밝혀졌다. 투신자살로 추정되며, 국립과학수사연구소는 이호성의 사망 원인이 익사라고 발표하였다.
이호성 사망으로 공소권 없음을 기각하고 사건은 종결하게 됐다.

### 사후 인터넷 공간에서
이호성이 사망한 이후, 그의 살인 행각으로 인해 디시인사이드 등의 인터넷 공간에서는 이호성을 이용한 드립이 유행했다. 주로 '나랑께 빨리 문 좀 열어보랑께', 한자 죽을 사(死)를 이용한 드립, 빠따 드립이 판을 쳤다. 그래서 이호성과 관련된 말을 할 때 숫자 4를 일부러 한자 死로 치환해서 작성하기도 했다.

## 경력
- 광주서석초등학교
- 광주충장중학교
- 광주제일고등학교
- 연세대학교
- 고등학교 시절부터 야구선수로 활동
- 연세대 야구부 주전선수
- 해태 타이거즈 : 1990년 1월 19일 입단. (계약금 2700만 원, 연봉 1200만 원)
- KIA 타이거즈 : 2001년
- 프로야구선수협의회 회장 : 2001년
- 프로야구 해태 코치 : 2001년 ~ 2002년
- 호성 웨딩문화원 대표 : 2004년
- 국민체육생활공단 광주지역 야구 협회장

## 수상 경력
- 1990년 골든글러브 외야수 부문 수상
- 1991년 골든글러브 외야수 부문 수상

## 주요 기록
- 진한 바탕은 한국 프로 야구 최초 기록임

| 기록             | 날짜        | 소속 | 구장 | 상대팀 | 상대 투수 | 경기수 | 달성 당시 나이 | 기타                                                                 | 각주   |
| ---------------- | ----------- | ---- | ---- | ------ | --------- | ------ | -------------- | -------------------------------------------------------------------- | ------ |
| 23연속 도루 성공 | 1993. 6. 25 | 해태 | 잠실 | OB     |           |        |                | 3회에 연속 도루 성공 후, 9회에 또 도루 성공. 종전 기록 : 이중화 (21) | [ 10 ] |

## 통산 기록
| 연도 | 소속     | 경기 | 타수 | 득점 | 안타 | 2루타 | 3루타 | 홈런 | 타점 | 도루 | 희생타 | 4구 | 사구 | 삼진 | 병살타 | 실책 | 타율  | 장타율 | 출루율 | 기타 |
| ---- | -------- | ---- | ---- | ---- | ---- | ----- | ----- | ---- | ---- | ---- | ------ | --- | ---- | ---- | ------ | ---- | ----- | ------ | ------ | ---- |
| 1990 | 해태     | 99   | 313  | 57   | 95   | 16    | 6     | 7    | 48   | 16   | 10     | 41  | 8    | 49   | 4      | 5    | 0.304 | 0.460  | 0.396  |      |
| 1991 | 해태     | 121  | 434  | 98   | 125  | 12    | 7     | 21   | 84   | 25   | 7      | 67  | 12   | 65   | 6      | 3    | 0.288 | 0.493  | 0.394  |      |
| 1992 | 해태     | 110  | 374  | 78   | 104  | 16    | 3     | 14   | 52   | 25   | 4      | 70  | 3    | 75   | 13     | 2    | 0.278 | 0.449  | 0.392  |      |
| 1993 | 해태     | 75   | 210  | 35   | 65   | 14    | 1     | 3    | 22   | 10   | 2      | 42  | 2    | 27   | 8      | 1    | 0.310 | 0.429  | 0.427  |      |
| 1994 | 해태     | 105  | 374  | 63   | 99   | 10    | 2     | 9    | 49   | 21   | 9      | 52  | 5    | 63   | 6      | 5    | 0.265 | 0.374  | 0.358  |      |
| 1995 | 해태     | 55   | 185  | 24   | 46   | 9     | 2     | 5    | 22   | 6    | 4      | 12  | 4    | 28   | 6      | 1    | 0.249 | 0.400  | 0.307  |      |
| 1996 | 해태     | 105  | 357  | 38   | 92   | 9     | 0     | 9    | 63   | 16   | 13     | 28  | 1    | 66   | 11     | 5    | 0.258 | 0.359  | 0.310  |      |
| 1997 | 해태     | 110  | 380  | 51   | 105  | 13    | 0     | 15   | 63   | 20   | 5      | 54  | 4    | 74   | 10     | 1    | 0.276 | 0.429  | 0.370  |      |
| 1998 | 해태     | 83   | 250  | 28   | 69   | 16    | 1     | 4    | 30   | 5    | 8      | 27  | 1    | 45   | 10     | 6    | 0.276 | 0.396  | 0.348  |      |
| 1999 | 해태     | 101  | 273  | 43   | 68   | 17    | 0     | 6    | 35   | 10   | 4      | 39  | 0    | 62   | 6      | 0    | 0.249 | 0.377  | 0.342  |      |
| 2000 | 해태     | 117  | 397  | 52   | 96   | 25    | 0     | 8    | 57   | 13   | 2      | 65  | 4    | 102  | 8      | 3    | 0.242 | 0.365  | 0.353  |      |
| 2001 | 해태/KIA | 9    | 16   | 2    | 4    | 2     | 0     | 1    | 1    | 0    | 0      | 1   | 0    | 3    | 1      | 0    | 0.250 | 0.563  | 0.294  |      |
| 통산 | 12시즌   | 1090 | 3563 | 569  | 968  | 159   | 22    | 102  | 526  | 167  | 68     | 498 | 44   | 659  | 89     | 32   | 0.272 | 0.415  | 0.368  |      |

## 패러디
- 인터넷에서 비하를 목적으로 하는 패러디의 소재로 사용되기도 하였다.[11] 그러나 희생자에 대한 조롱성을 우려하여 자제되고 있다.

## 같이 보기
- 해태 타이거즈
- 마포 일가족 실종 사건
- 연세대학교